# Christian Blom

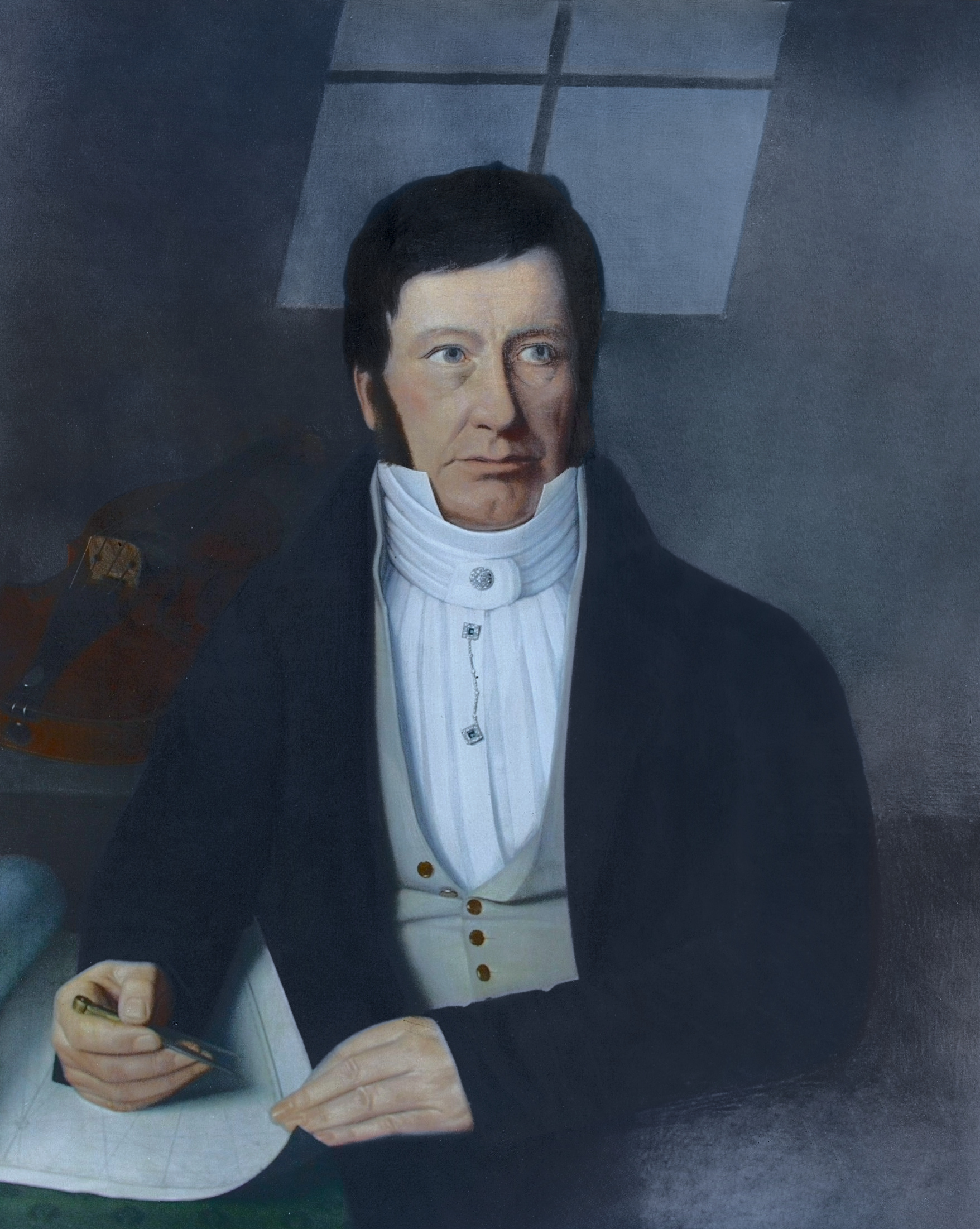
Christian Blom

Christian Blom (* 20. Oktober 1782 auf dem Hof Narverud bei Tønsberg, Norwegen; † 22. April 1861 in Drammen) war ein norwegischer Komponist, Reeder und Kaufmann.

## Leben
Er ist bekannt als Komponist des norwegischen Liedes Sønner av Norge (Söhne von Norwegen) von 1821, mit dem er im gleichen Jahr den Wettbewerb der Gesellschaft Norges Vel (Das Wohl Norwegens) um eine norwegische Nationalhymne gewann. Das Lied blieb während des 19. Jahrhunderts sehr beliebt, wurde aber 1864 durch die heutige Nationalhymne Ja, vi elsker dette landet ersetzt. Besonderer Beliebtheit erfreute sich seine Ouvertüre Norsk Nationalouverture (1821) für Chor und Orchester, zu welcher seine Nationalhymne thematisches Material lieferte.
Er spielte Violoncello, Violine und Querflöte als guter Amateur. 1814 gründete er in Drammen eine musikalische Gesellschaft, die bis 1840 das musikalische Zentrum der Stadt bildete. 1823 war er Mitgründer einer Gesangschule, und ab 1849 widmete er sich dem Männergesang.
Er komponierte vor allem Chorwerke, aber seine drei erhaltenen Streichquartette gelten heute als seine bedeutendsten Werke. Seine Musik verrät Einflüsse der Wiener Klassik und der frühen Romantik, gelegentlich finden sich aber auch Anspielungen auf norwegische Volksmusik.